# Granada
Granada (pronuncia spagnola [ɡɾaˈnaða], [ɡɾaˈna] in dialetto), o in italiano Granata, è una città spagnola, capoluogo dell'omonima provincia andalusa.

## Geografia fisica
La città si trova nella parte orientale dell’Andalusia nel Sistema Bético, ai piedi della Sierra Nevada, situata sulla confluenza del fiume Darro con il Genil.

### Clima
Nonostante la vicinanza al mare e lo scorrere tra le sue mura del fiume Darro, il clima è secco e continentale. La pioggia è rara e le alte montagne della Sierra Nevada impediscono che il mare mitighi il clima. Per questo in inverno le temperature scendono spesso sotto lo zero e d'estate superano quasi sempre i trenta gradi. C'è anche una grande escursione termica tra il giorno e la notte, spesso anche con una differenza di quindici gradi. Le ore di sole durante l'anno sono 2662.

## Origini del nome
Nel secolo XI gli Ziridi spostarono la capitale da Medina Elvira («Città Elvira») a Medina Garnata. L'etimología del toponimo è ancora dibattuta e potrebbe provenire tanto dall'arabo (Gar-anat, «Collina dei pellegrini»), quanto dal latino (granatum, «melagrana»).

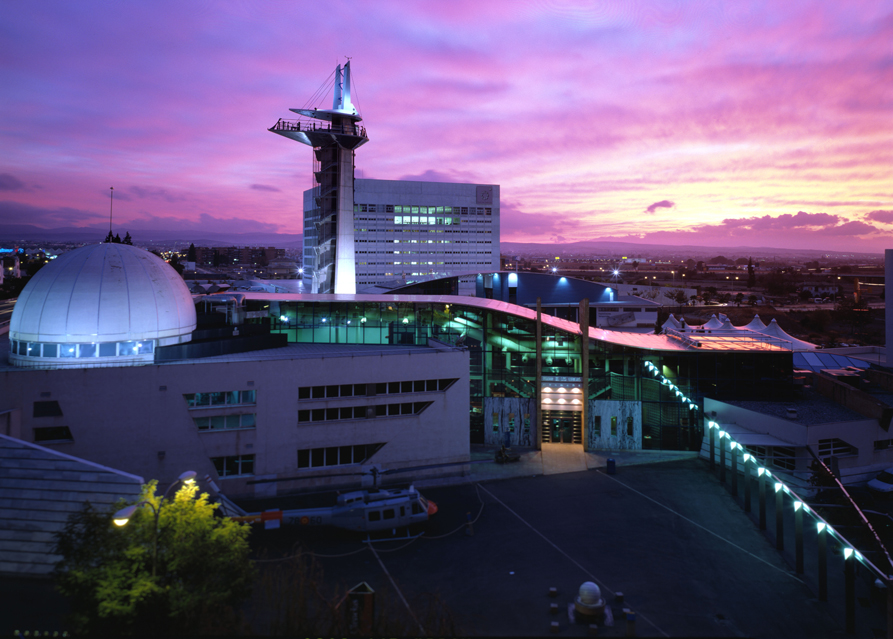
Il Parco delle Scienze al tramonto

## Storia
Il suo periodo migliore fu quello successivo al periodo in cui al-Andalus (Spagna islamica) fu dapprima un Emirato e poi Califfato omayyade, con sede a Cordova. Con i reinos de taifas la città - che ospitava una ricca e attiva comunità ebraica, stanziata soprattutto nel quartiere Realejo, tanto da far chiamare la città Granada degli ebrei - fu governata dal 1013 in modo progressivamente indipendente dagli Ziridi, una dinastia fondata da Zāwī ibn Zīrī, un berbero giunto dal Nordafrica per partecipare alle guerre innescate in al-Andalus dal crollo del Califfato.
Durante il dominio islamico, Granada è stata una delle maggiori città commerciali per lo scambio di pietre preziose, pelli, armi e polveri da sparo. Alcuni di questi oggetti venivano anche dall'Estremo Oriente come la Cina e la Mongolia, anche se i primi importatori di oggetti provenienti da questi territori furono gli antichi romani, nel loro periodo di grande prosperità.
Nel corso della dominazione almoravide e almohade, Granada perse la sua indipendenza, costretta a piegarsi al volere dei signori venuti dal Maghreb, ma recuperò il proprio ruolo quando, nel 1238, Muḥammad ibn Yūsufu ibn Nāẓar (o Naṣr) entrò nella città dalla Puerta de Elvira per occupare il Palazzo del Gallo del Vento e legare la sorte della sua dinastia nasride al Sultanato di Granada. I Nasridi dettero alla città venti sultani, fino alla sua caduta nel gennaio del 1492.
I Nasridi trasformarono la loro capitale in uno dei centri più brillanti dell'intera penisola iberica, tanto sotto il profilo economico e sociale quanto sotto quello prettamente culturale. Fu l'ultimo reame ad essere "riconquistato" dai cristiani che, per un lungo periodo, le consentirono di sopravvivere, sia pure in uno stato di sostanziale infeudamento, alla corona di Castiglia, fino a quando, nel 1492, Isabella di Castiglia e Ferdinando II d'Aragona costrinsero alla resa e all'esilio l'ultimo Sultano Abū ʿAbd Allāh (il "Boabdil" delle cronache cristiane dell'epoca).
C'è una località chiamata "Sospiro del moro" da dove, prima di procedere verso la costa, si vede per l'ultima volta il panorama della città, e qui secondo la tradizione si fermò Boabdil a rimpiangere il suo perduto regno. Secondo la tradizione, la madre di quest'ultimo lo rimproverò dicendogli: "Piangi come una donna perché non hai saputo difendere il tuo regno come un uomo".
Il fatto che i "Cattolicissimi" re avessero deciso di eleggere come propria sede reale a Granada proprio il palazzo dei sultani dell'Alhambra (dall'arabo al-Ḥamrāʾ, ossia "la Rossa", a causa forse del colore rosato delle strutture murarie o, forse, del colore rossiccio della barba del primo sultano) lo preservò dalla devastante damnatio memoriae dei vincitori. Oggi l'Alhambra è considerata uno dei Patrimoni dell'Umanità. Carlo V edificò anche un suo palazzo nel mezzo dell'Alhambra, che non fu però terminato.
Alla fine del XVI secolo, con Filippo II al potere, scoppiò la sanguinaria rivolta dei moriscos (musulmani convertiti al cristianesimo) e fu costretto a intervenire il fratellastro di Filippo II, Giovanni d'Austria, vincitore di Lepanto, che operò una repressione durissima: il capo degli insorti Abén Humeya (1520-1569), il cui nome cristiano era Fernando de Córdoba y Válor mentre quello arabo era Muḥammad ibn Umayya, fu tradito e assassinato da Abén Abó (Ibn ˁAbbād o Ibn ʿAbbās) che, a sua volta, fu decapitato dai cristiani che esposero la sua testa sulla Porta Reale. I moriscos vennero definitivamente espulsi dal suo regno da Filippo III e ci fu un periodo di grave crisi dell'economia nazionale (originata dallo sfacelo del settore agricolo). Nei secoli XVII secolo e XVIII secolo vi fu invece un periodo di grande splendore dovuto all'oro e all'argento delle Americhe e vennero avviate e completate le costruzioni delle grandi opere del Barocco e del periodo successivo
Nei secoli seguenti, Granada non fu più al centro della vita culturale del paese fino a quando, nel 1829, giunse in città Washington Irving, il quale dimorò all'Alhambra e scrisse I racconti dell'Alhambra che attrassero molti scrittori, artisti e viaggiatori romantici come Alexandre Dumas, Honoré Daumier, Delacroix ed altri. Nel 1889 si iniziò il restauro dell'Alhambra che fu aperta al pubblico con Alfonso XIII. Da allora Granada ha accresciuto la sua fama con Federico García Lorca, Salvador Dalí, Andrés Segovia e Manuel de Falla, che vi dimorarono contemporaneamente, facendo diventare la città andalusa uno dei maggiori centri mondiali della letteratura e della musica.

## Monumenti e luoghi d'interesse

La città con l'Alhambra e, sullo sfondo, la Sierra Nevada

Granada è anche una delle città spagnole più visitata dai turisti per i suoi monumenti, le sue feste, per i locali caratteristici dei gitani nelle grotte del Sacromonte dove si canta e si ballano il flamenco e la zambra gitana.

### Alhambra
Il monumento più celebre di Granada è l'Alhambra. Fu costruita nel quattordicesimo secolo da Muhammad Ibn Nasr ed è composta da tre parti: Alcazaba (dall'arabo al-Qaṣaba, "residenza fortificata"), Casa Reale o Alcazar (dall'arabo al-Qaṣr, "il Palazzo") con i giardini ed Alhambra alta o Quartiere degli Artigiani del Popolo, la cui estensione è di 104.000 metri quadrati. La fortezza era fiancheggiata da ben trecento torri, quattro delle quali sono ancor oggi porte d'ingresso al recinto, due strade pressoché parallele attraversavano la città delle quali solo una si è conservata.

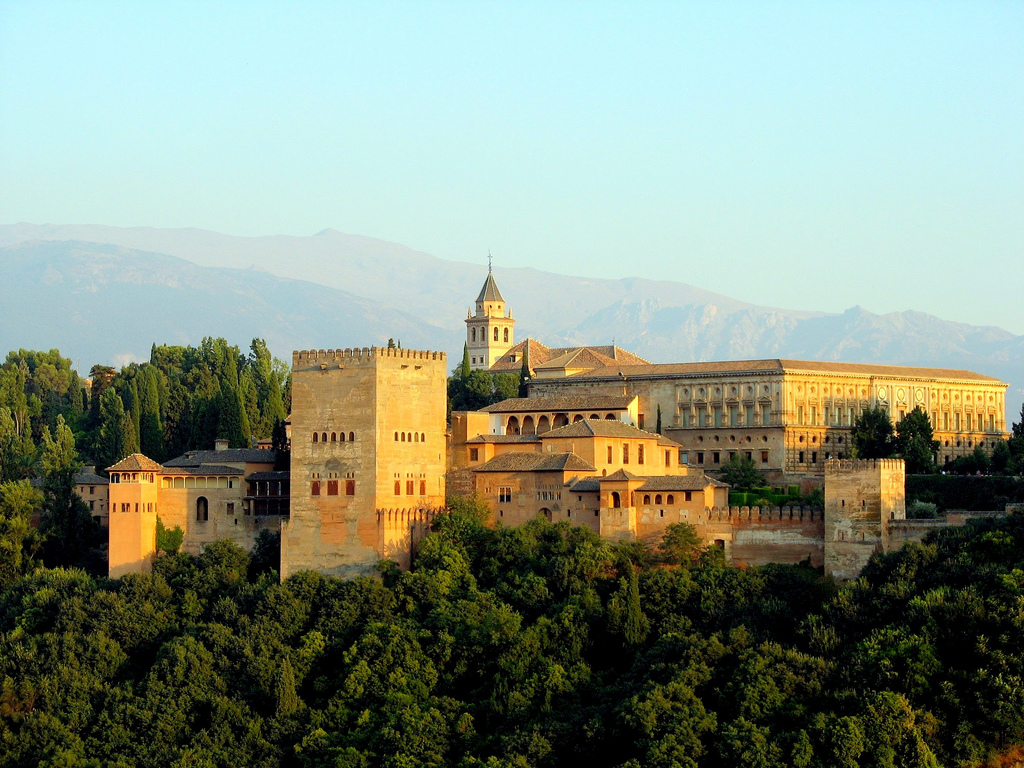
Veduta dell'Alhambra.

Interessanti sono diverse sale con le caratteristiche decorazioni geometriche arabescate, sia del palazzo pubblico (Mexuar) sia di quello privato (Diwan o Serraglio), anche se alcune sono un po' trasformate dai re cristiani. Caratteristici i cortili, uno dei quali detto "Patio dei mirti", per le piante di mirto che delimitano l'interno pieno di acqua, e un altro, al centro dell'harem, detto "dei leoni" per la fontana centrale la cui vasca è sorretta da dodici leoni.
Altri edifici ospitano i bagni con diverse stanze, e poi cortili, giardini, fontanelle, piccole canalette in cui scorre l'acqua, rendono unico questo complesso. L'Alhambra è stata candidata dalla Spagna al concorso per l'elezione delle 7 meraviglie del mondo moderno nel 2007.
Comprende anche il Palazzo di Carlo V.

### Architetture civili

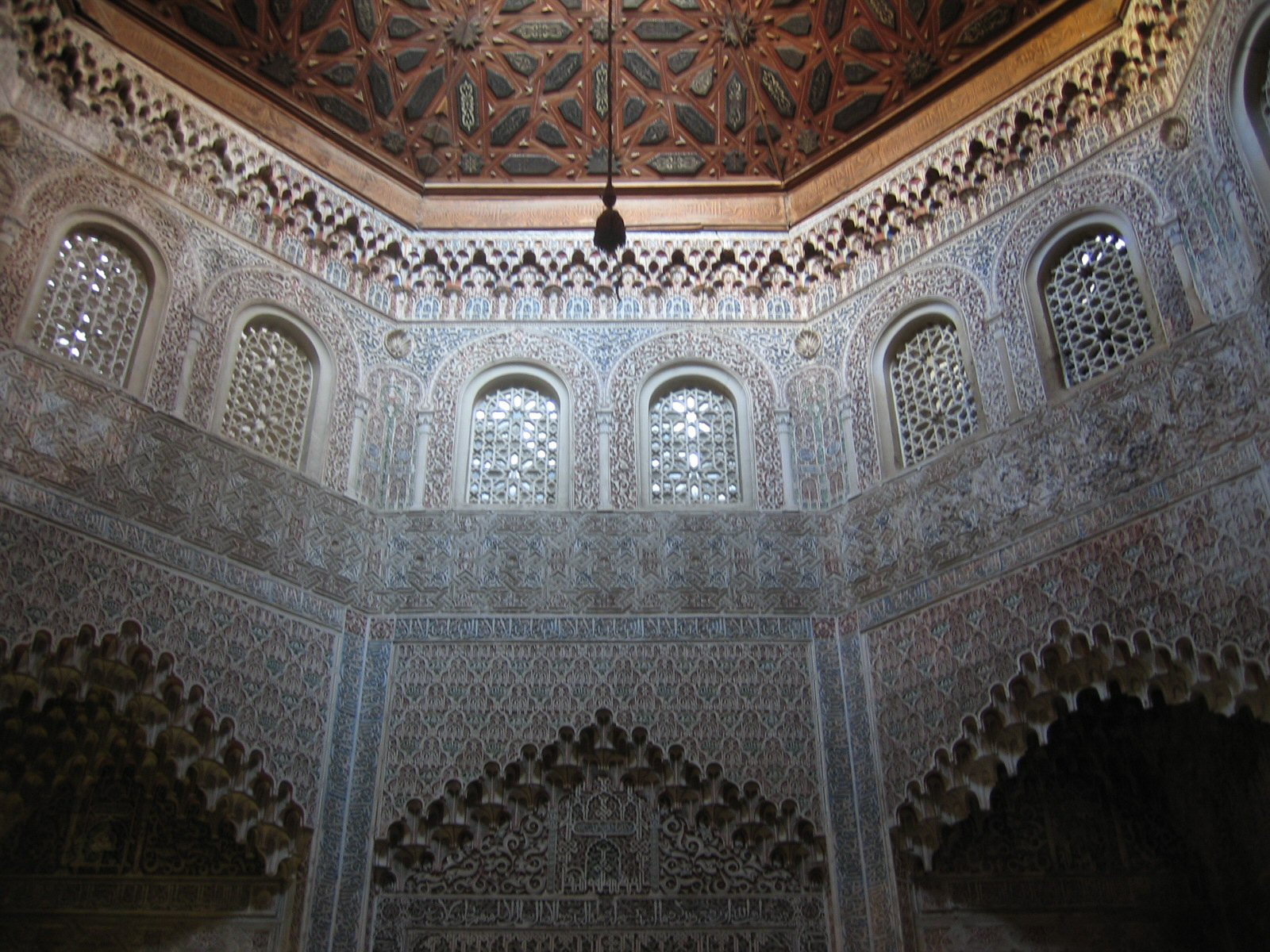
Il Palazzo della Madraza.

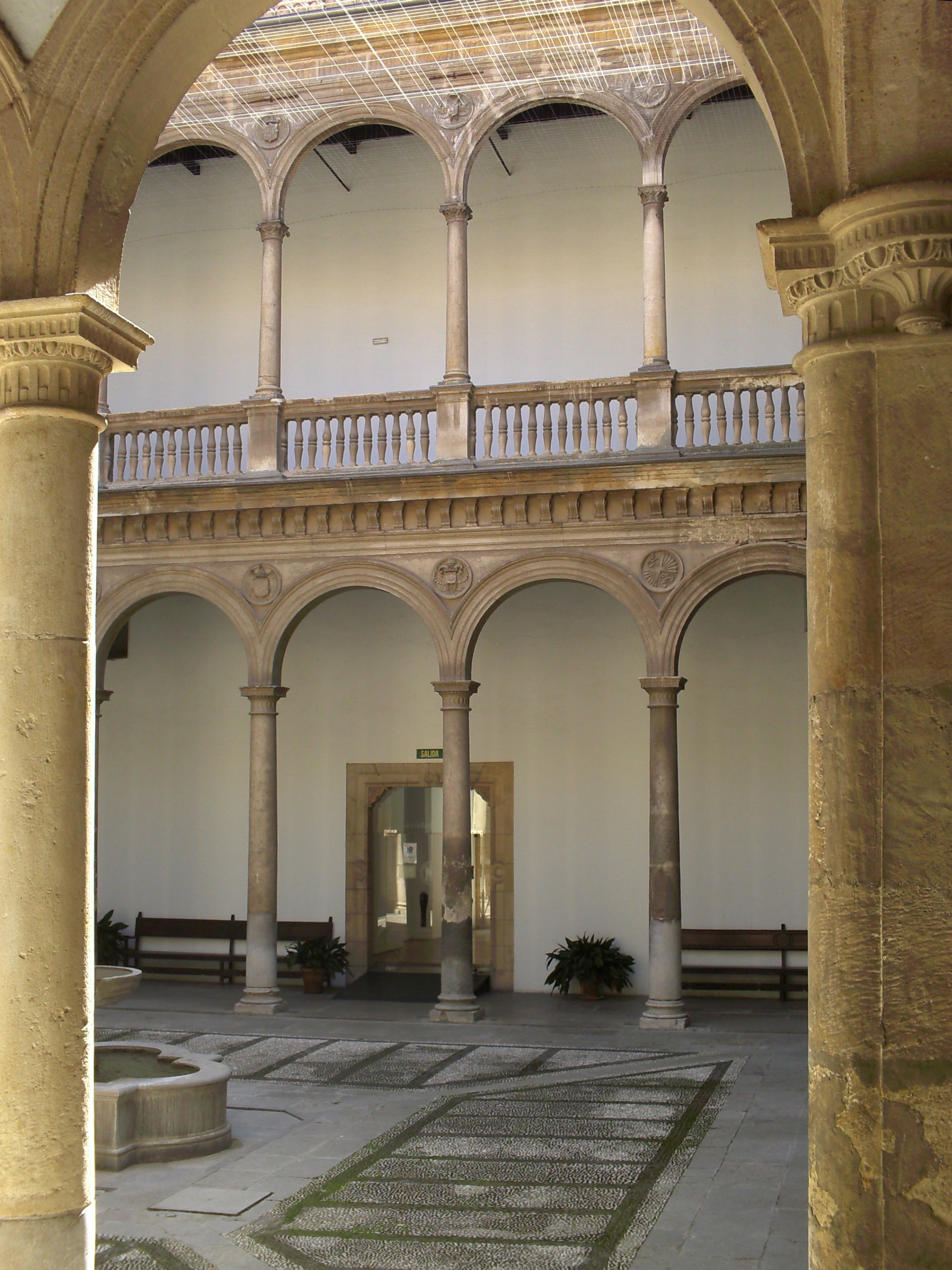
Il cortile dell'Ospedale Reale

- Il Generalife (dall'arabo Jannat al-ʿArīf, "Giardino del sovrintendente") non è solo una villa di ricreazione, ma anche un insieme di giardini, orti, allevamento di bestiame e tenuta di caccia per i sultani e i loro ospiti. Costruito verso il 1315 vicino all'Alhambra, in una posizione più elevata, si estende fino alle montagne.
- Palazzo della Madraza. Fondata nel 1349 dal sultano Yusuf I, la Madraza è stata la prima università di Granada, oltre che una delle più antiche in assoluto di tutta l'Europa. Il nome "Madraza" fa riferimento alla Medrasa, significato islamico di scuola o università. Dedicata allo studio delle scienze matematiche, teologiche e della giurisprudenza, aveva anche spazi dedicati al culto e sale di preghiera. Nel XV secolo, quando il sultanato di Granada fu conquistato dai Re Cattolici, la Madraza diventò il primo Palazzo Comunale della città cristiana. Di questo periodo si conserva ancora il Salone dei Cavalieri XXIV, completato con uno dei più begli esempi di armatura in legno di stile mudejar. Successivamente, il suo aspetto si modificò radicalmente assumendo le prerogative tipiche dell'arte barocca del tempo. Nel XIX secolo, l'antica sala di preghiera islamica fu ritrovata sotto la decorazione barocca. Grazie al restauro di questi elementi originali, come il mihrab, si possono ancora apprezzare le forme dell'arte nasride. Tra il 2006 e il 2011 sono stati inoltre condotti degli scavi archeologici che consentono al visitatore di ammirare alcuni resti dei periodi ziride e nasride (XI-XIII secoli).
- Facoltà di Giurisprudenza dell'Università di Granada. Nel 1526 secolo la Compagnia di Gesù fondò uno dei primi spazi di studio e discussione teologica della nuova città cristiana di Granada[6]. Questo edificio, conosciuto all'epoca con il nome di "Scuola di San Paolo", diventò nuova sede per l'Università di Granada nel 1769, dopo l'espulsione dei Gesuiti dal Regno di Spagna ordinata dal re Carlo III. Dell'antico edificio si distaccano per la loro eleganza la facciata in stile barocco, l'antico teatro rinascimentale o "paraninfo" ed il giardino botanico, uno dei primi e più belli di tutto il paese. La disposizione claustrale dei pati, propria della scuola gesuitica, si conserva ancora come nel XVI secolo. Nell'attuale facoltà di giurisprudenza, grandi personalità della politica e della cultura spagnola si sono laureate in queste aule che ancora li ricordano.
- L'Ospedale Reale di Granada. Quest'edificio è, senza ombra di dubbio, il più bell'esempio di architettura ospedaliera spagnola dato nel periodo rinascimentale. Fondato nel 1504 dai Re Cattolici, è stato terminato solo grazie all'impegno e ai finanziamenti da parte dall'Imperatore Carlo V, che lo inaugurò nel dicembre del 1526 durante la sua visita alla città. Oggi l'Ospedale Reale ospita i Servizi Centrali e il Rettorato dell'Università di Granada. Nel piano superiore si trova la biblioteca universitaria, uno degli spazi più impressionanti della città, decorato in stile gotico e mudejar. Il piano inferiore si usa come spazio espositivo e per concerti. L'edificio si distingue anche per la bellezza dei quattro lati, soprattutto quelli rinascimentali, e per l'aspetto di fortezza medievale osservato dai giardini circondanti all'edificio. Sostituì il Maristan di Granada fatto costruire nel XIV secolo da Muhammad V.
- Corral del Carbón, costruito agli inizi del XIV secolo, è un edificio arabo giunto a noi pressoché immutato. Nel corso dei secoli è stato adibito a locanda e a deposito di merci varie, in particolare di carbone, da cui il nome.
- El Bañuelo, noto anche come "Bagno della noce" si trova nella carrera del Darro, di fronte al ponte del Cadi. Risalgono all'XI secolo e sono probabilmente i bagni arabi meglio conservati di tutta la Spagna. Come tutti gli hammam, presentano un vestibolo cui fanno seguito diverse sale dotate di acqua fredda, tiepida e calda. La sala più grande è quella provvista di acqua tiepida che presenta una pianta regolare ed è circondata da portici e archi moreschi con capitelli romani e visigoti; evidentemente si era fatto ricorso a materiale prelevato da costruzioni precedenti. Le volte presentano dei suggestivi lucernari a forma di stella ottagonale che lasciano filtrare la luce.
- Casa de Castril (1539), introdotta da un portale in stile plateresco.[7]
- Palacio de los Olvidados, sede del museo dell'Inquisizione.
- Dar al-Horra, palazzo medievale sito nell'Albaicin.
- Palazzo di Carlo V
- Casa de los Tiros, palazzo in stile mudejar databile tra il quarto e il quinto decennio del Cinquecento. Introdotto da una facciata nella quale sono presenti raffigurazioni scultoree di personaggi mitologici, al suo interno ospita il Museo de Arte Granadino.[4]
- Palacio Arzobispal (XVI-XVII secolo), situato in Plaza de Bib-Rambla.[4]
- Puerta de Elvira[6]
- Mura di epoca araba[6] (VIII-XI secolo), un sistema che comprende una serie di edifici del periodo visigoto, alcune torri a pianta centrale e porte quali la puerta Nueva e la puerta Monaita.[7]
- Ospedale di San Giovanni di Dio (1552), che si presenta con un portale nel quale è collocata una statua del 1669 dedicata al santo titolare della struttura. Internamente ospita un atrio con soffitto artesonado e un patio del Seicento con azulejos e quadri che raffigurano scene della vita di San Giovanni di Dio.[6]
- Casa de los Pisas (XVI secolo), edificio dove trovò la morte San Giovanni di Dio. Situato in plaza Nueva, l'edificio si presenta con un portale in stile gotico.[7]
- Casa de los Pinedas, edificio situato in plaza Nueva e introdotto da un portale realizzato da Diego de Siloé in stile plateresco.[7]
- Palacio de la Chancilleria (inizio XVI secolo), edificio in stile rinascimentale situato in plaza Nueva. La facciata è del 1587, mentre il patio, realizzato nel 1540, è attribuito a Diego de Siloé. Attualmente, ospita il palazzo di giustizia cittadino.[7]
- Casa del Chapiz (XVI secolo), edificio ornato da elementi artistici propri sia in stile arabo sia dello stile rinascimentale. Al suo interno, ospita un centro di studi arabi.[7]

### Architetture religiose

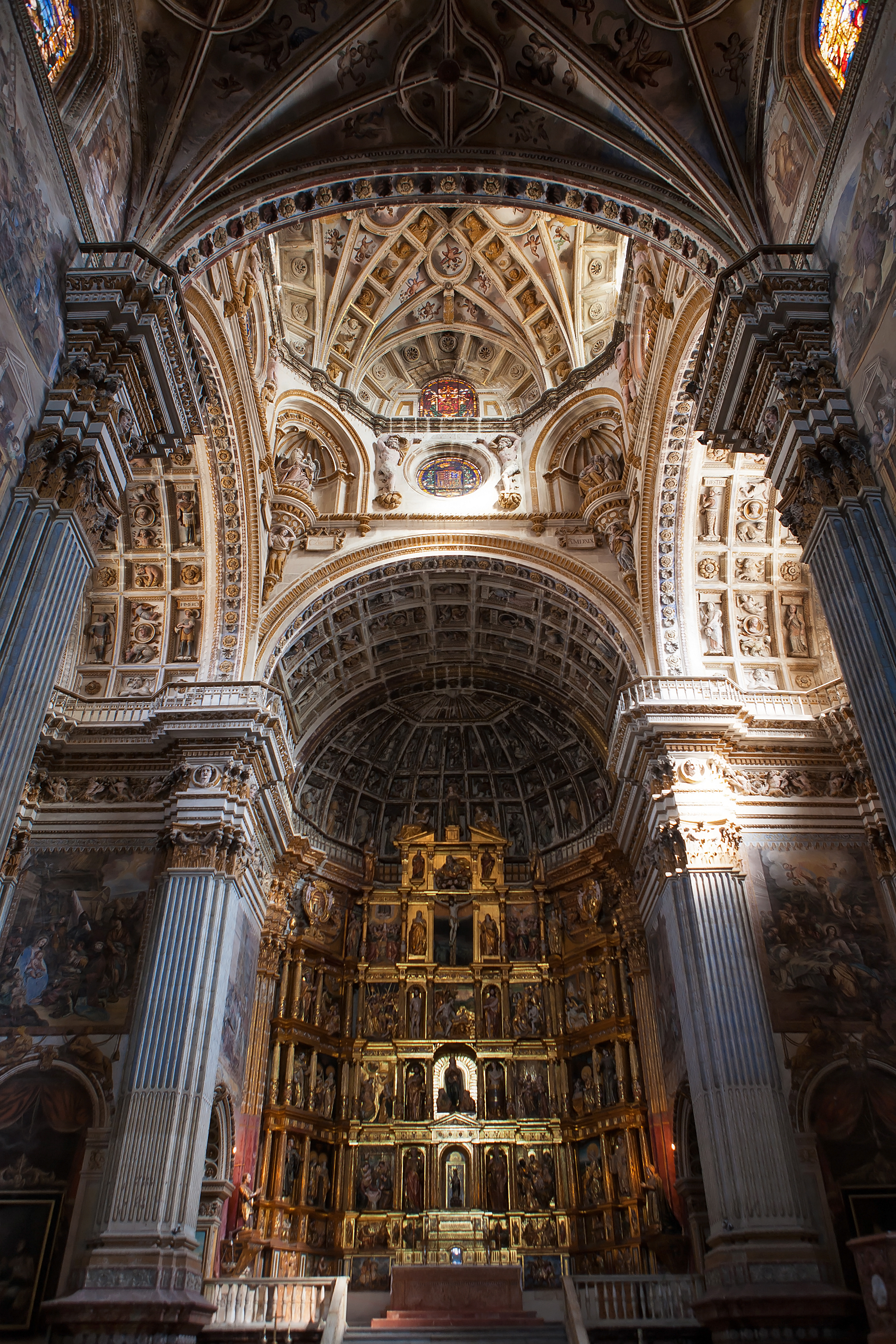
L'interno della Chiesa di San Girolamo.

- Cattedrale di Granada, è una delle maggiori opere in stile rinascimentale spagnolo. Comprende la Cappella Reale di Granada, adiacente all'edificio, nella cui cripta sono conservati i resti dei Re cattolici Ferdinando e Isabella, di Giovanna la Pazza, di Filippo il Bello e dell'infante Miguel. Venne eretta nel 1506 su ordine dei Re cattolici che volevano in tal modo riposare nella città che avevano conquistato. L'edificio, gotico, presenta una notevole uniformità stilistica. L'interno, a singola navata su cui si aprono numerose cappelle laterali, presenta un'imponente cancellata che delimita i due doppi mausolei, da un lato Isabella di Castiglia e il marito Ferdinando di Aragona, e dall'altro la loro figlia, Giovanna la Pazza con il marito Filippo il Bello. Notevole è il retablo che adorna la Cappella Maggiore. Nella sacristia è collocato il museo della Cappella Reale ricco di opere d'arte di inestimabile valore.
- Sacromonte, al di sopra dell'Albaicín si trova il Sacromonte[8], quartiere in cui sono scavate numerose grotte in passato abitate dai gitani[7]. All'inizio del XVII secolo venne fondata un'abbazia dopo che in alcune grotte furono scoperte delle reliquie di alcuni martiri, tra cui San Cecilio, patrono della città. In seguito il rinvenimento si rivelò un falso. L'abbazia conserva un piccolo museo. Lo splendido panorama che si gode dalla piazzetta antistante rende il luogo meritevole di un'escursione.
- Monastero di San Girolamo, Alla costruzione di questo luogo di culto, iniziata nel 1496, presero parte Jacopo Torni e, in un secondo tempo, Diego de Siloé. Il monastero è provvisto di un grande chiostro, completato nel 1519, circondato da colonne e da archi a tutto sesto al piano inferiore e da archi ribassati a quello superiore. Numerosi aranci ornano il chiostro come l'esterno dell'edificio. Sempre sul chiostro si aprono numerosi portali platereschi e rinascimentali. La chiesa del Monastero presenta una maestosa facciata plateresca, opera del Siloé, mentre al suo interno, nella cappella Maggiore, si può ammirare un prezioso retablo raffigurante santi e scene della vita della Vergine e di Gesù. Ai lati del retablo sono collocate le statue del Gran Capitan e della moglie in preghiera. Carlo V aveva infatti concesso al Gran Capitan la cappella per inumarvi la famiglia.
- Certosa dell'Assunzione, costruita nel XVI-XVII secolo, rappresenta forse uno degli esempi più mirabili di barocco andaluso.
- Chiesa di San Giovanni di Dio, basilica[6] che rappresenta una delle chiese più belle di Granada. Realizzata tra il 1737 e il 1759, si presenta con una facciata incastonata tra due torri che si ergono ai lati.[6] La facciata è costituita da due corpi, uno inferiore in stile corinzio e l'altro superiore composto che contiene la statua di San Giovanni di Dio. La chiesa presenta una pianta a croce latina con quattro cappelle laterali e una cappella Maggiore. Questa, dorata, rappresenta il trionfo del Barocco. Il camarin dell'altare maggiore ospita i resti mortali del santo titolare della chiesa[6]. Nell'area sottostante alla crociera si conservano quattro quadri di Carlo Maratta[6].
- Chiesa di Sant'Anna, costruita tra il 1537 e il 1563 in stile mudéjar su progetto di Diego de Siloé. All'esterno presenta un elegante portale plateresco mentre all'interno conserva un soffitto a cassettoni artesonado, oltre a dipinti dei secoli XVI e XVII.[7]
- Chiesa di San Josè (1525), costruita sulla base di una precedente moschea. Della struttura originaria rimane ancora oggi il minareto, adibito a campanile, databile al X secolo. All'interno della chiesa, l'altare maggiore ospita un retablo del 1788 (realizzato in stile barocco da Ventura Rodriguez) e un soffitto a cassettoni artesonado. Diego de Siloé è l'autore del Cristo alla colonna conservato nell'ultima cappella di destra, collocata dirimpetto a un'altra cappella che ospita, oltre a due retabli del XVI secolo, un Crocifisso di José de Mora.[7]
- Chiesa di San Juan de los Reyes (1520), costruita in stile gotico sulla base di una precedente moschea. Della struttura originaria rimane ancora oggi il minareto, decorato da ornamenti a intreccio.[7]
- Convento di Santa Isabel la Real.
- Chiesa di San Domenico, costruita nel 1532 e, all'incirca due secoli più tardi, dotata di una grande cupola. Internamente, oltre a coperture in stile gotico, la chiesa ospita una serie di altari laterali in stile churrigueresco. Tra di essi spiccano due altari di devozione mariana: nel primo altare di sinistra è infatti conservata una statua cinquecentesca della Virgen de la Esperanza, mentre l'altare del transetto è dedicato alla Madonna del Rosario.[4]
- Chiesa di Sant'Antonio Abate, costruita tra il Seicento e il Settecento e dotata di cupola in stile churrigueresco. Internamente, ospita opere d'arte realizzate da J. de Sevilla e da esponenti della famiglia di artisti che comprende Pedro de Mena.[4]
- Collegiata dei santi Giusto e Pastore, di stile rinascimentale, dotata di portale barocco del 1740 e di cupola della fine del Cinquecento. All'interno, l'altare maggiore è arricchito da una serie di tele, realizzate da Pedro Atanasio Bocanegra e raffiguranti alcune scene della vita di Sant'Ignazio di Loyola; le cappelle laterali ospitano opere scultoree di Alonso de Mena e quadri di J. de Sevilla.[6]
- Chiesa di San Geronimo, costruita nel 1525 come chiesa conventuale annessa a un coevo monastero oggi non più esistente. Curata da Diego de Siloé e da Iacopo Torni (soprannominato "l'Indaco"[9]), è dotata di un'imponente cupola. Gli interni della chiesa, riccamente ornati in stile plateresco, sono caratterizzati dall'alternanza tra volte in stile gotico e soffitti rinascimentali ad artesonado. Al retablo dell'altare maggiore, realizzato tra il 1570 e il 1605, lavorarono numerosi arstiti. Le statue di fianco all'altare, sono invece anteriori, essendo opera della coppia formata da Gonzalo de Cordoba (deceduto nel 1515) e dalla sua consorte. Diego de Siloé è invece l'autore degli stalli del coro, datati 1544.[6]
- Chiesa di San Nicola.[7]

### Altro

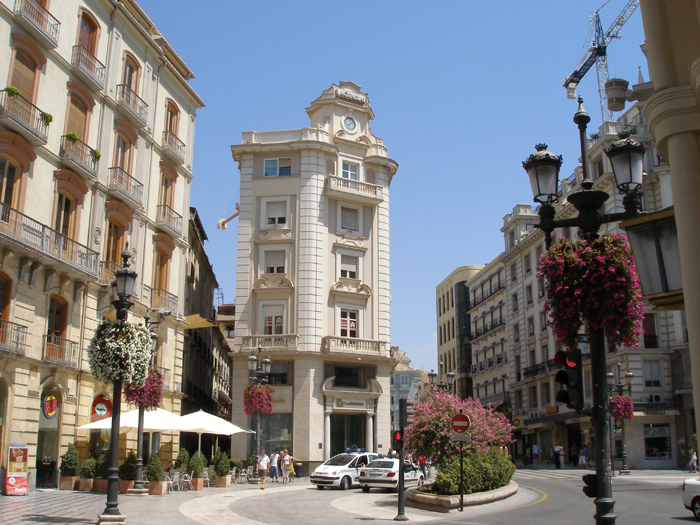
Scorcio di Puerta Real nel 2006

- Plaza Nueva, costruita coprendo il fiume Darro,[10] al centro della quale si trova la fontana detta del Pilar del Toro, realizzata da Diego de Siloé nel 1558[7].
- Carrera del Darro, stretta strada che, partendo da Plaza Nueva, conduce all'Albaicin costeggiando il Darro.[7]

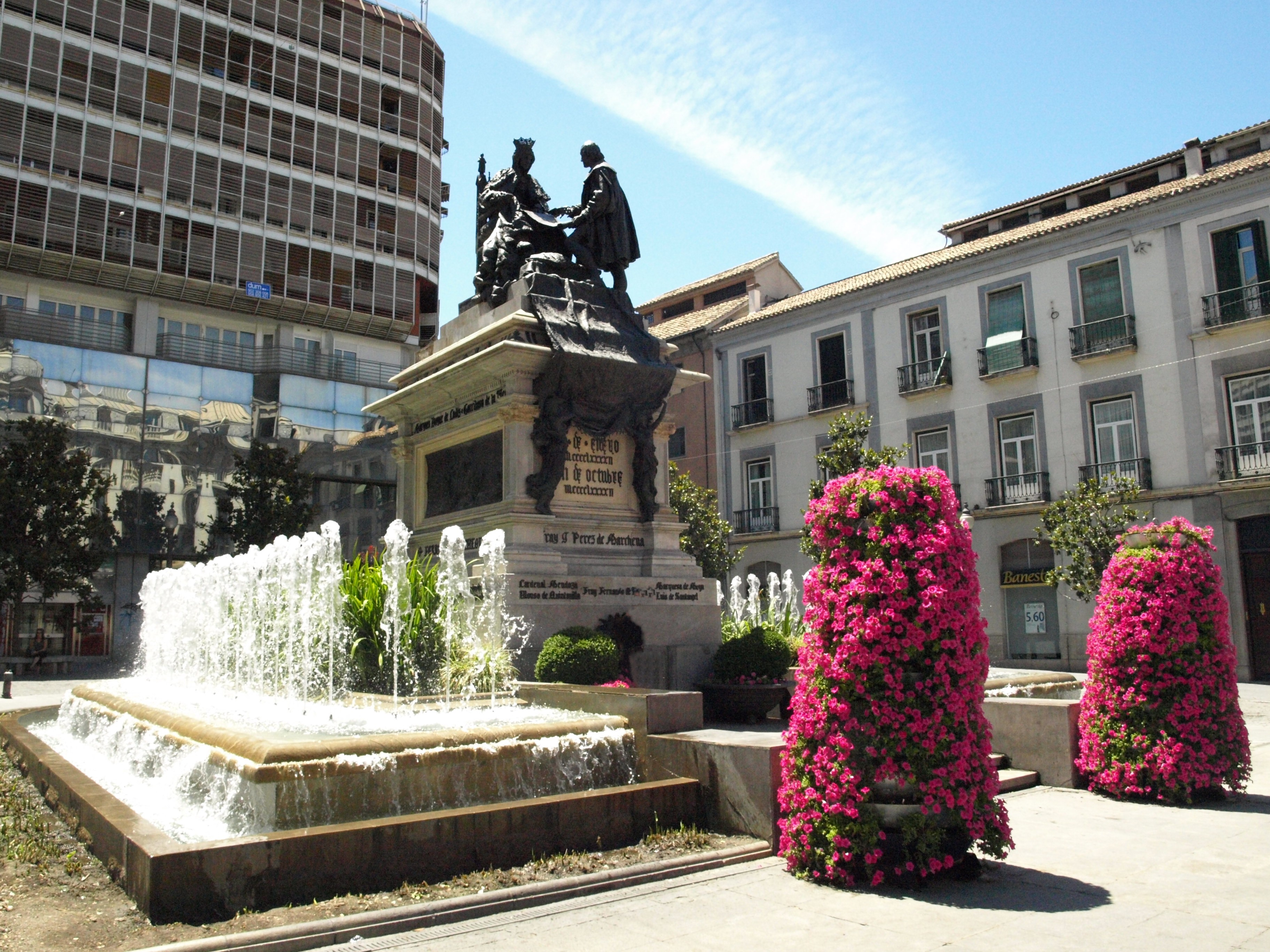
Plaza Isabel la Católica

- Plaza de Isabel la Católica, al centro della quale si trova una statua, realizzata nel 1892 dall'artista Benlliure, raffigurante l'incontro tra Cristoforo Colombo e Isabella di Castiglia.[4]

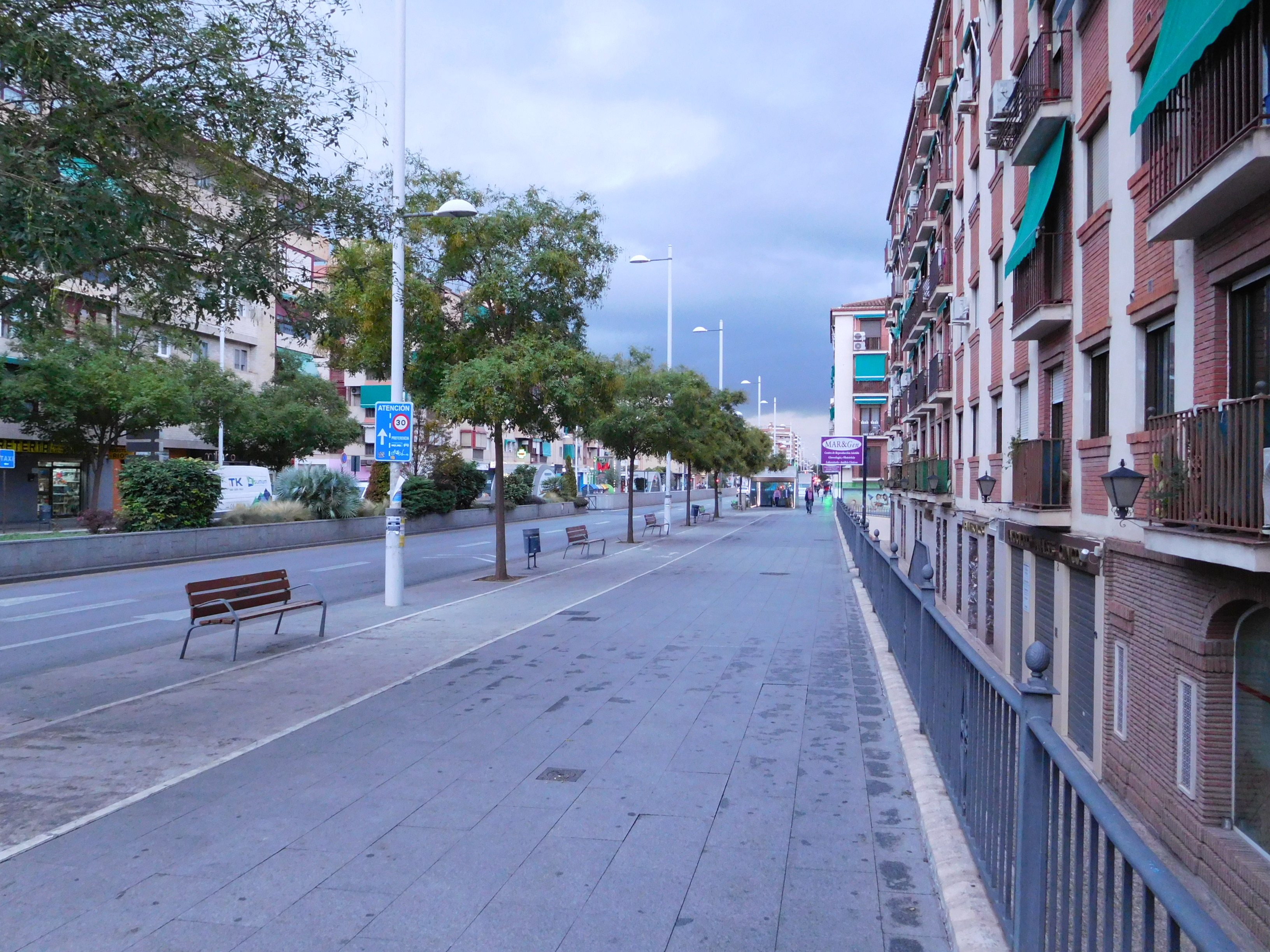
Una delle vie principali di Granada: Camino de Ronda, essa si espande dalla zona nord a quella sud della città

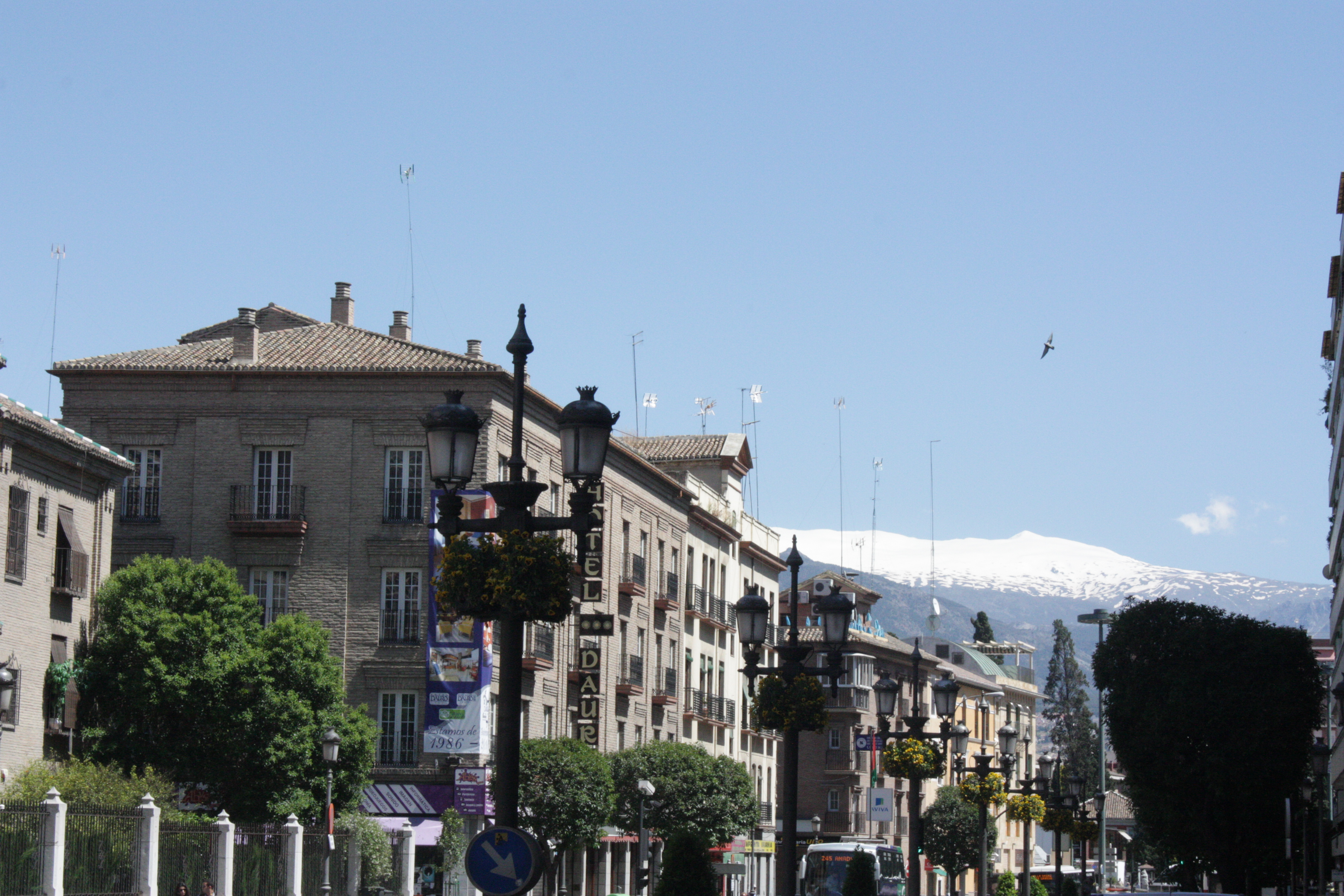
La Sierra Nevada sullo sfondo, vista da Calle Acera del Darro

- Plaza San Nicolas, che ospita un belvedere sull'Alhambra.[7]
- Puerta Real, la piazza centrale della città.
- Plaza de Bib-Rambla, antica piazza di giochi che, dal Seicento, ospita la fontana detta de los Gigantones.[4]
- Plaza de la Universidad, al centro della quale si erge una statua dedicata a Carlo V.[6]
- Plaza del Triunfo, al centro della quale campeggia una statua di Alonso de Mena del 1631, raffigurante l'Immacolata.[6]

## Cultura

### Musei
- Il Museo Archeologico di Granada ha sede nel Palazzo di Carlo V, uno dei più bei palazzi rinascimentali della città. Sempre nella stessa sede si trova il Museo di belle arti, la sezione archeologica del quale si trova tuttavia nella Casa de Castril[7].
- Il Museo de Arte Granadino è situato all'interno della Casa de los Tiros.[11]
- Il Museo del Colegio del Sacromonte ospita alcune opere d'arte come manoscritti, dipinti (tra i quali spiccano la Vergine della rosa di Gerard David, nonché opere pittoriche di Francisco Goya, Pedro Atanasio Bocanegra, Juan Sánchez Cotán, Luca Giordano, Jose Risueño, Raxis il Vecchio, J. de Sevilla, V. Lopez[7]), sculture (tra le quali opere di Alonso Cano, Alonso de Mena e Duque Cornejo[7]) e molto altro ancora.

## Infrastrutture e trasporti
La città è servita dall'Aeroporto di Granada, situato a circa 20 km a ovest della città. Lo scalo ferroviario più importante è la Stazione di Granada. È presente anche una stazione dei bus, che permette di disporre di collegamenti verso quasi tutte le principali città spagnole.

## Amministrazione

### Gemellaggi
- Aix-en-Provence
- Alhambra (California)
- Belo Horizonte
- Coral Gables
- Dubai
- Firenze
- Taranto
- Friburgo in Brisgovia
- Marrakech
- Santa Fe (Granada)
- Sharja
- Tétouan
- Tlemcen